# (467252) 2016 EB173
(467252) 2016 EB173 es un asteroide perteneciente al cinturón de asteroides, descubierto el 14 de diciembre de 2004 por el equipo Spacewatch desde el Observatorio Nacional de Kitt Peak (Arizona, Estados Unidos).